# Kampfsportnadel der Nationalen Volksarmee

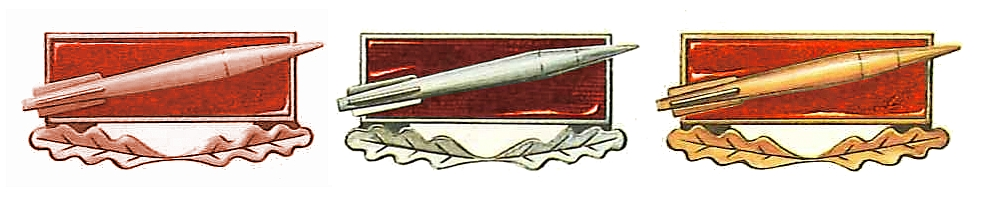
Die Kampfsportnadel der Nationalen Volksarmee von 1966–1968

Die Kampfsportnadel der Nationalen Volksarmee, auch Kampfsportnadel NVA, war in der Deutschen Demokratischen Republik (DDR) eine im Fachbereich des Ministeriums für Nationale Verteidigung verliehene nichtstaatliche Auszeichnung, welche am 1. Juni 1966 vom Minister für Nationale Verteidigung Heinz Hoffmann eingeführt wurde. Ihre Verleihung wurde am 15. November 1968 eingestellt. Nachfolger der Kampfsportnadel wurde das Militärsportabzeichen der Nationalen Volksarmee.

## Verleihungsbedingungen
Einzig konkrete Verleihungsvoraussetzung war der Besitz des Sportabzeichens der DDR in Silber oder Gold. Die Kampfsportnadel konnten in diesem Fall alle Soldaten, Unteroffiziere und Offiziere erhalten, wenn sie im Laufe eines Jahres die Bedingungen für die Kampfsportnadel erfüllten. Diese Disziplinen bestanden aus:
- Sturmbahn oder 30-km-Eilmarsch
- Handgranatenzielwurf und
- MPi oder Pistolenschießen

Die Verleihung der Kampfsportnadel erfolgte bei einmaliger Erfüllung in Bronze, bei zweimaliger in Silber und bei dreimaliger Erfüllung in Gold.

## Aussehen und Trageweise
Die rechteckige Nadel ist 26 mm breit und 12 mm hoch, besteht aus Buntmetall und ist in ihrer Grundfläche rot emailliert. Zentral liegt über das Rechteck links und rechts hinaus eine Rakete, die nach links oben gerichtet ist. Diese und die unter dem Rechteck angebrachten zwei Eichenlaubblätter sind entsprechend der verliehenen Stufe bronzen, silbern oder golden gehalten. Getragen wurde die Kampfsportnadel mittig an der rechten Brusttasche.